# Santa Maria de Bolòs
L'església de Santa Maria de Bolòs està situada al veïnat de Bolòs, al costat del veïnat de Salarça (Beget), en el que era l'antic municipi de Freixenet, incorporat a Camprodon el 1965. Administrativament doncs és part del Ripollès tot i que geogràficament pertany a l'Alta Garrotxa i humana i econòmicament a la Vall de Camprodon. Està protegida com a bé cultural d'interès local.

## Descripció
Aquesta església està ubicada sobre un petit terraplè assolellat sobre la riera de Bolòs, entre el Puig Dot i Salarça, encarada al sud amb el Puig Ou a l'altra banda de la vall. Està orientada segons l'eix nord-oest (on hi ha el campanar) sud-est (on hi ha l'absis). S'hi pot arribar per una pista des de Salarça o a peu des de la Serra del Nevà a través del coll de la Creueta o per Creixenturri.

## Història
És una construcció romànica del segle xi, amb volta de canó apuntada. Sobresurt de la façana de ponent (nord-oest) un campanar en forma de torre acabat en piràmide. L'església es va consagrar el 13 d'octubre de 1050. El topònim, sota la forma "Bolosso", ja s'esmenta l'any 1017. Hi ha notícies dels anys 1159, 1195 i 1213 que esmenten l'església, i se sap que el cavaller Bernat d'Oix va fer donació l'any 1236 de les propietats que tenia en aquesta parròquia al seu nebot Pere des Coll. Se cita "ecclesia de Bulosso" i de "Bolosso" a finals del segle xiii i "ecclesie parrochialis Sancte Marie de Bolos" durant el segle xiv. L'interior mostra signes d'haver estat en ús regular fins al segle xix, amb pintures murals i un petit retaule de guix però sense cap imatge. Els bancs són molt més recents. En despoblar-se progressivament el veïnat a partir de l'any 1950, el temple s'ha anat degradant. Al fons de l'església, al costat oposat de l'altar, hi ha una escala de fusta que permet pujar fins al petit cor.

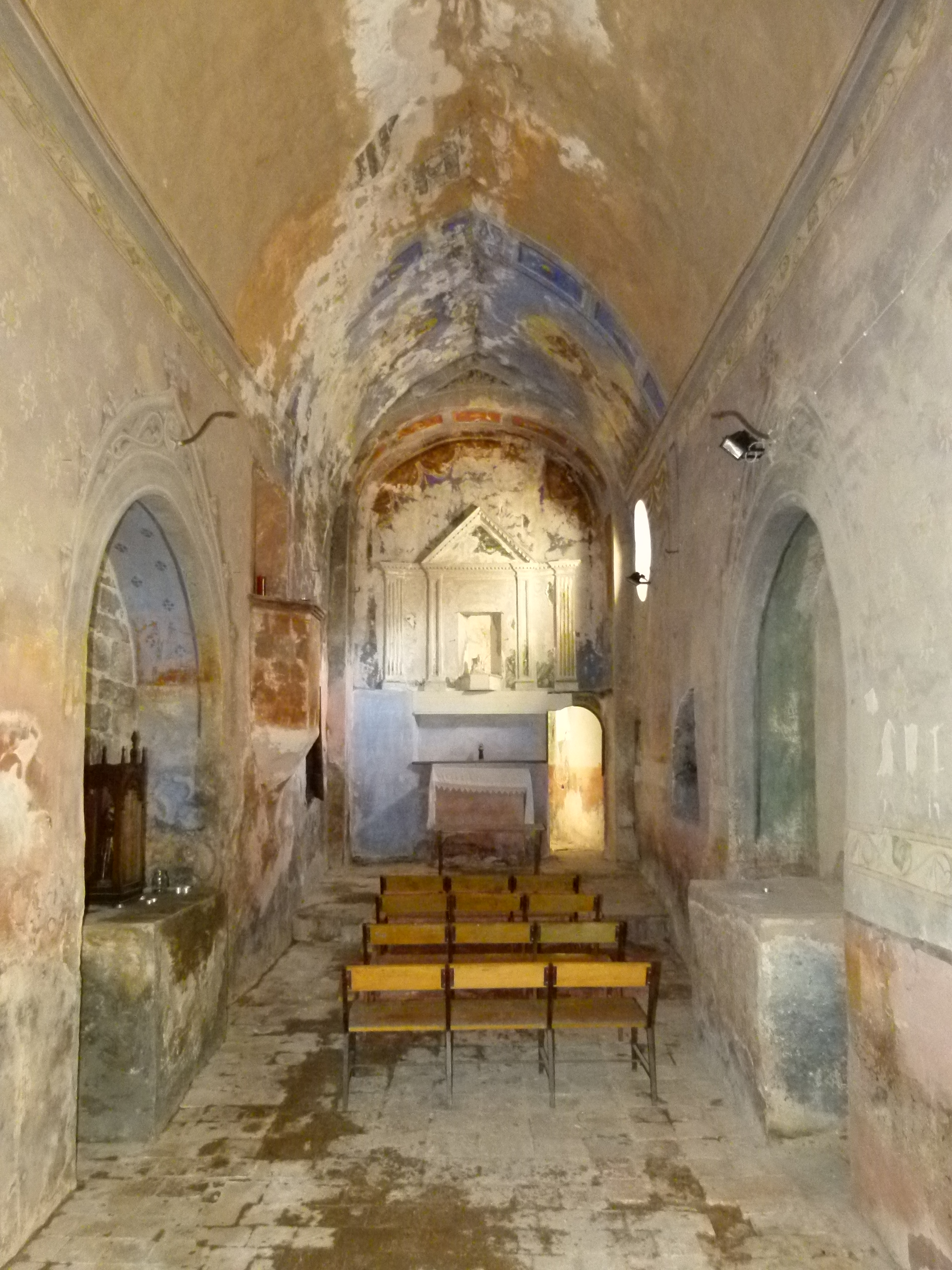
Interior de l'església (2011).